# Hollywood Rock
Hollywood Rock – brazylijski festiwal muzyczny funkcjonujący w latach 1975, 1988, 1990 oraz od 1992 do 1997 roku. Odbywał się on w São Paulo oraz Rio de Janeiro. Festiwal był sponsorowany i organizowany przez brazylijski koncern tytoniowy Souza Cruz, spółki należącej do British American Tobacco. Festiwal został odwołany po tym jak Senat Brazylii przyjął uchwałę zakazującą sponsorowania imprez kulturalnych przez firmy produkujące tytoń oraz alkohol.

## Historia

### 1975–1988
Pierwsza edycja festiwalu zainicjowana przez Nelsona Motte odbyła się w roku 1975 na stadionie należącym do drużyny piłkarskiej Botafogo F.R. Wystąpili wówczas Raul Seixas, Rita Lee, O Terço, Vímana, Celly Campelo oraz Erasmo Carlo.
Druga edycja miała miejsce 13 lat później, w styczniu 1988 roku. Festiwal trwał w sumie 4 ni i odbył się na stadionie piłkarskim Estádio do Morumbi w São Paulo oraz na Praça da Apoteose w Rio de Janeiro. Gwiazdami festiwalu drugiej edycji byli Supertramp, The Pretenders, Duran Duran, Simple Minds. W roli supportu przed zespołem Duran Duran, wystąpiła grupa Simply Red, która w 1993 była już jedną z głównych gwiazd festiwalu. UB40, który otworzył koncert dla Simple Minds, również spotkał się z entuzjastycznym przyjęciem ze strony publiczności. Brytyjski zespół na scenie wystąpił w otoczeniu kilku gości, między innymi Roberta Palmera czy piosenkarki grupy The Pretenders Chrissie Hynde. Innymi wykonawcami którzy wystąpili podczas drugiej edycji były Ira!, Titãs, Ultraje a Rigor, Lulu Santos a także Marina Lima.

### Lata 90.
Trzecia edycja festiwalu miała miejsce w dniach 25-27 stycznia 1990 roku. Odbyła się ona w tych samych miejscach co pierwsze edycja w 1975. Głównymi wykonawcami byli Bob Dylan, Bon Jovi, Marillion, Tears for Fears, Sananda Maitreya oraz Eurythmics. Wśród brazylijskich wykonawców, wystąpili Gilberto Gil, Barão Vermelho, Lobão, Engenheiros do Hawaii a także Capital Inicial.
Czwarta edycja miała miejsce w 1992 roku. Jako główni wykonawcy wystąpili Living Colour, EMF, Seal, Jesus Jones, Skid Row a także Extreme. Edycja odbyła się na stadionie Estádio do Pacaembu w São Paulo, natomiast w Rio de Janeiro na placu Apoteose. Brazylijskimi wykonawcami podczas tej edycji byli Lulu Santos, Titãs, Os Paralamas do Sucesso i Barão Vermelho.
Piąta edycja festiwalu z 1993 roku, jest uważana za najlepszą ze wszystkich organizowanych na przestrzeni 7 lat. Reprezentowała była przez najbardziej wówczas znane grupy wywodzące się z nurtu grunge – Nirvanę, Alice in Chains a także L7. Ponadto na festiwalu wystąpili jeszcze Red Hot Chili Peppers i Simply Red. Kontrowersyjne występy Nirvany, zarówno w São Paulo jak i w Rio de Janeiro, wywołały wiele dyskusji wśród fanów i mediów. Kurt Cobain występujący pod wpływem narkotyków, pluł w strony kamer telewizyjnych umieszczonych wokół sceny (koncert był transmitowany na żywo przez brazylijską telewizję Rede Globo), oraz próbował zniszczyć rekwizyty i sprzęt na scenie. Fragmenty z występu Nirvany są dostępne na płycie DVD Live! Tonight! Sold Out!!. Ze względu na duże zainteresowanie festiwalem (frekwencja ponad 80.000 ludzi), zdecydowano się na organizację festiwalu na Estádio do Morumbi. Brazylijskimi wykonawcami podczas tej edycji, byli Defalla, Biquíni Cavadão, Dr. Sin, Engenheiros do Hawaii oraz Midnight Blues Band.
W roku 1994 odbyła się kolejna edycja. Zorganizowana została ponownie na Estádio do Morumbi oraz placu Apoteose. Głównymi wykonawcami byli Aerosmith, Poison, Ugly Kid Joe, Sepultura, Live, Robert Plant i Whitney Houston. Brazylię reprezentowali Titãs, Skank i Jorge Ben. Siódma edycja odbyła się w 1995 roku na Estádio do Pacaembu. Głównym wykonawcą był zespół The Rolling Stones, który promował wydany album Voodoo Lounge, a także grupa Spin Doctors. Brazylijskimi wykonawcami byli Barão Vermelho i Rita Lee.
Kolejna edycja miała miejsce w styczniu 1996 roku. Wystąpili wówczas Page & Plant, The Smashing Pumpkins, Supergrass, White Zombie, The Cure i The Black Crowes.
Brazylijskie zespoły które wystąpiły to Pato Fu, Raimundos i Chico Science e Nação Zumbi.
Ostatnia edycja miała miejsce od 4 sierpnia do 6 września 1997 roku. Jedynym wykonawcą był zespół The Sunshine.